# Axonopus senescens
Axonopus senescens là một loài thực vật có hoa trong họ Hòa thảo. Loài này được (Döll) Henrard mô tả khoa học đầu tiên năm 1945.